# Claudio Zulianello
Claudio F. Zulianello, född 29 maj 1965, är en argentinsk före detta volleybollspelare.
Zulianello blev olympisk bronsmedaljör i volleyboll vid sommarspelen 1988 i Seoul.